# 타부: 새누나
"타부: 새누나"는 2016년에 개봉한 대한민국의 영화이다.

## 캐스팅
- 정선민 : 태희 역
- 이유린 : 송 여사 역
- 정민준 : 대길 역
- 김영식 : 성호 역
- 도모세